# British Rail Class 35
La British Rail Class 35 es una locomotora diésel con transmisión hidráulica fabricada entre 1961 y 1964 por Beyer Peacock Ltd. Debido a que la unidad de transmisión hidráulica fue diseñada por Mekydro, las locomotoras pasaron a ser conocidas como Hymeks. Fueron numeradas del D7000 al D7100.
Este modelo se había desarrollado especialmente para la región occidental de British Rail, que cuando se le asignaron fondos para el plan de modernización ferroviaria, había optado por locomotoras ligeras de transmisión hidráulica. Se construyeron 101 unidades de esta clase entre 1961 y 1964, cuando se hizo evidente que existía la necesidad de un diseño diésel-hidráulico de potencia media tanto para servicios de pasajeros como para mercancías.  
La retirada del servicio comenzó en 1971, su retirada anticipada se debió, principalmente, a que British Rail clasificó a la transmisión hidráulica como no estándar, y para 1975 todas las unidades se encontraban fuera de servicio.  

## Historial operativo
La intención original era que las Hymeks reemplazaran a las locomotoras de vapor en el área de Bristol, al oeste de Newton Abbot, y en el sur de Gales, tomando servicios de correo y carga dentro de cada área, y también servicios de pasajeros hacia y desde Londres. Cuando se introdujeron en 1961, las primeras locomotoras se emplearon en servicios locales de pasajeros con base en Bristol y servicios semirrápidos al oeste de Inglaterra y Gales. Una vez que demostraron ser más que capaces de realizar estas tareas, también fueron asignados a los expresos Paddington - Cardiff - Swansea, desplazando a las locomotoras de vapor King Class. Estas tareas eran más exigentes y las locomotoras no pudieron desempeñarse correctamente, por lo cual, las Hymeks fueron sustituidas cuando las locomotoras BR Class 52 y BR Class 47 estuvieron disponibles para permitir un mejor servicio.